# 儀式
儀式（ぎしき）は、特定の信仰、信条、宗教によって、一定の形式、ルールに基づいて人間が行う、日常生活での行為とは異なる特別な行為をいう。宗教的色彩の薄いものは式典とも称される。

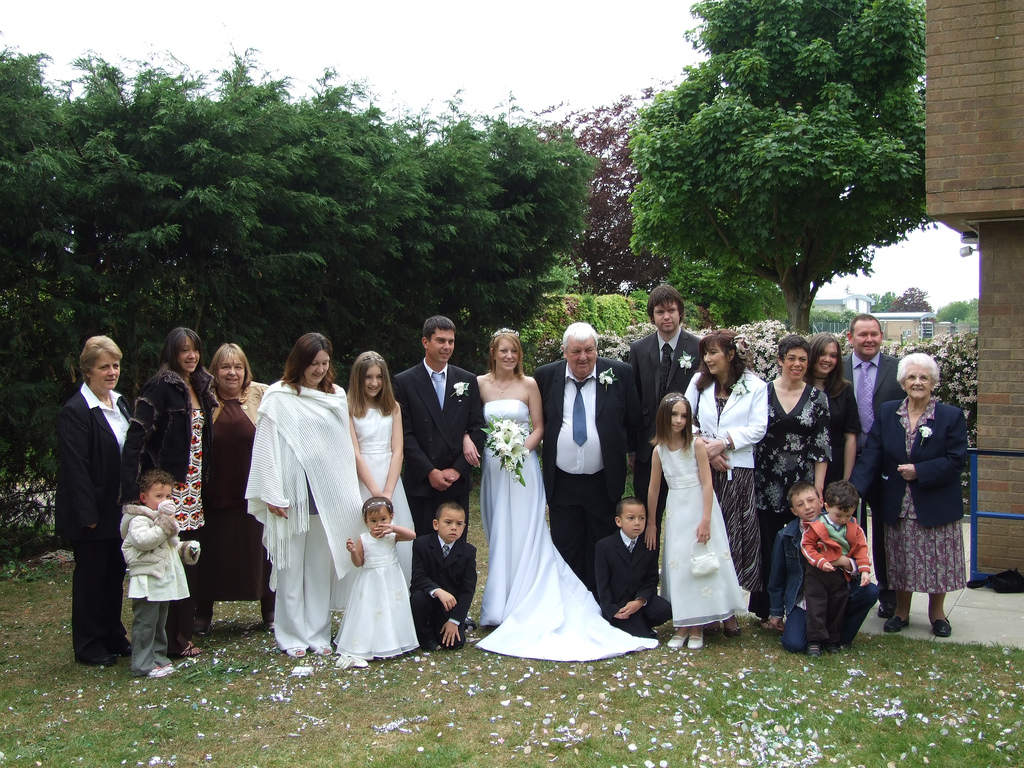
西洋の結婚式 (エセックス、イギリス)

## 概要
宗教学においては、儀式は、思想が行動として表現されるもので、それによって特定の宗教を信仰する者と信仰しない者を具体的に判別する事が出来るとし、個人ではなく、集団で行う事で教団として社会から認知されるとする所から、宗教集団を構成する要素の1つとして位置づけている。
また、特定の宗教を信仰していなくても、所属する特定の社会に於いて、集団の結束を確認するため、或いは集団への入団儀礼、集団内でのステップアップのために行われ、社会に周知させる意味でも行われる。個人の生涯にとっても決定的な役割を果たすものを特に通過儀礼、イニシエーションと呼び、とりわけ成人（基準は社会によってまちまちである）前後のものが重要視された。これらでは社会から、責任ある役割、一定の生産的役割を果たす存在への脱皮を期待され、個人にとっては社会的に一人前と認められる効用を持っていた。また文化人類学的意味合いを含んだ秘密結社の一部などの閉鎖的組織の中では合言葉や符牒などの形式を持っていることもある。

## 社会に於ける儀式

### 個人

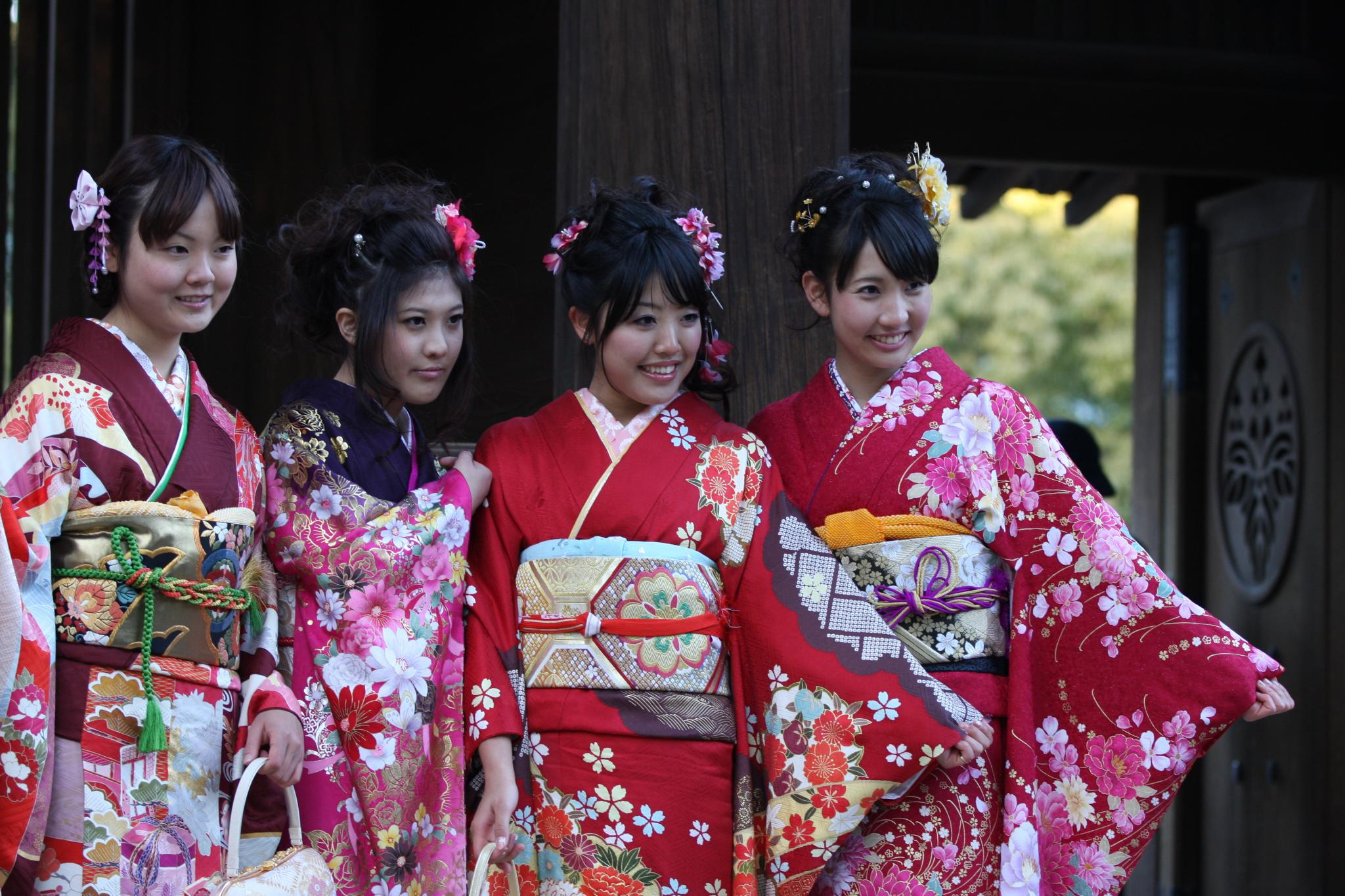
日本の成人式に参加する服装の一例

- お宮参り - 所属する社会の守護神（氏神）へ、新たな構成員を披露するため
- 成人式 - 子供という社会の準構成員から、大人という一人前の構成員への昇格のため
- 結婚式 - 氏神・社会に披露する意味がある
- 葬式 - 社会と決別し、死後の世界への旅立ちとして

### 集団
- 入社式・入学式 - 会社・学校の一員となる儀式
- 感謝祭・収穫祭 - その年の恵みを感謝して
- 慰霊祭 - 伝染病を防ぐため、戦没者を追悼するため、神や戦没者を祀る

※他に、中等・高等教育における入学試験（受験勉強を含む広義の）も「多くの試練を乗り越えながら、日々学習したことを社会で通用できるかどうかを見極めるため」という性格上、社会に於ける儀式に当たると考えられる。

### 行事

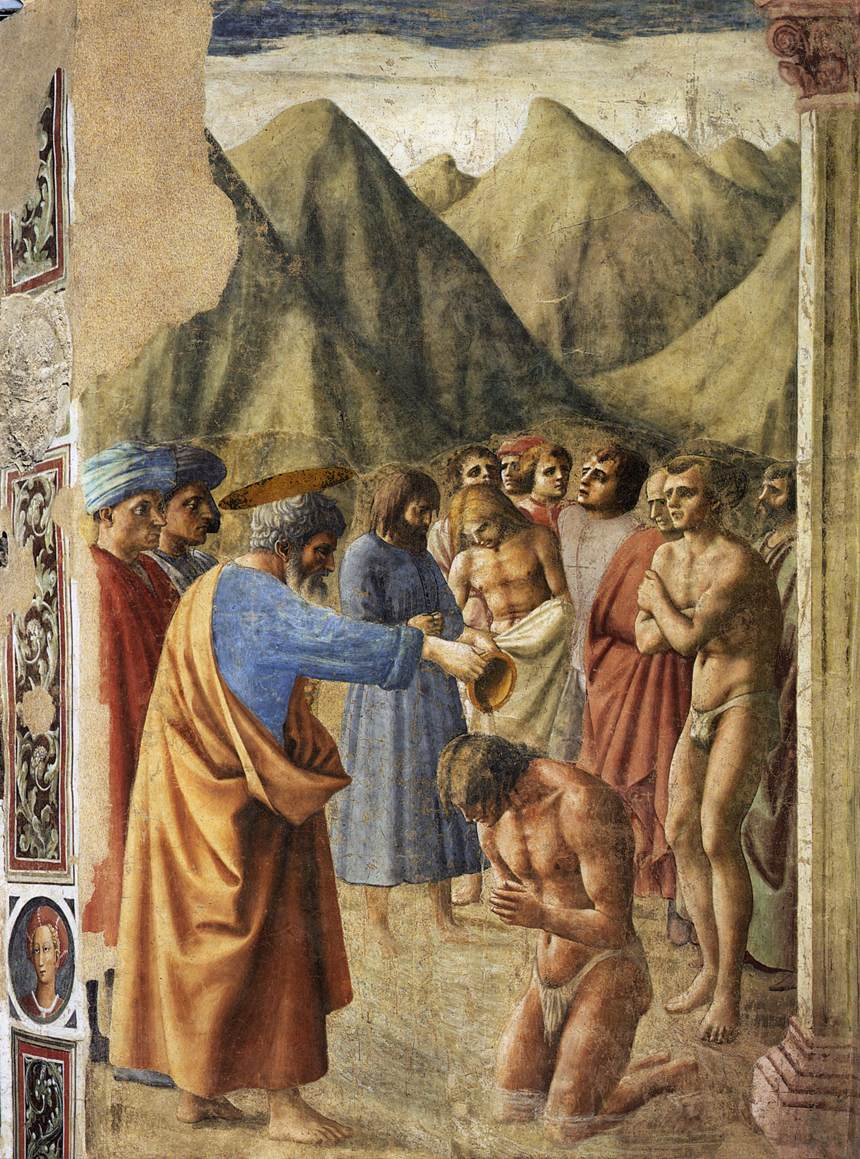
マサッチオが描いた洗礼

- 行事の開会式
- 表彰式
- 閉会式

## 宗教に於ける儀式

### キリスト教
- 洗礼 - キリスト教徒としての入会式
- 堅信礼 - 14歳でキリスト教の教えを学び、その信仰を固める儀式
- 前夜祭 - 仏教の通夜に当たるもの
- 告別式 - 仏教でいう葬式

### 仏教
- 得度式 - 正式な僧侶となる儀式
- 晋山式 - 寺院の新住職の就任式

### 神道
- 通夜祭 - 仏教でいう通夜
- 葬場祭 - 仏教でいう葬式
- 地鎮祭 - 家を建てるときの儀式

## 儀式にかかわる犯罪行為
説教、礼拝または葬式を妨害する場合には刑法の礼拝所不敬罪が成立し、1年以下の懲役若しくは禁錮又は10万円以下の罰金に処せられる（刑法第188条第2項）。
軽犯罪法（昭和23年5月1日法律第39号）では「公私の儀式に対して悪戯などでこれを妨害した者」（同法第1条第24号）または「教唆し、又は幇助した者」（同法第3条）は拘留又は科料に処せられることがある。